# Hiến Đức vương
Hiến Đức Vương (mất 826, trị vì 809–826) là người trị vì thứ 41 của vương quốc Tân La. Ông là đệ của Chiêu Thánh Vương, và giữ vai trò nhiếp chính trong thời trị vì của Ai Trang Vương. Ông có tên húy là Kim Ngạn Thăng (金彦昇, 김언승)
Năm 790, Hiến Đức thân hành đến nhà Đường (đời vua Đường Đức Tông) nơi ông đã thể hiện được mình và được ban cho một tước hiệu cao. Năm 800 ông từ nhà Đường (đời vua Đường Đức Tông) trở về Tân La và trở thành quan nhiếp chính cho vua nhỏ Tân La Ai Trang Vương sau cái chết của anh trai là Tân La Chiêu Thánh Vương.
Năm 809, ông sát hại vua Tân La Ai Trang Vương (khi ấy vua Tân La Ai Trang Vương đã trưởng thành) và bước lên ngai vàng. Cùng năm 809, vua Bột Hải Khang Vương của vương quốc Bột Hải có các hoạt động thương mại với Tân La và cũng thường xuyên cử sứ thần sang Tân La.
Năm 810, Hiến Đức Vương cho tu sửa các công trình thủy nông của vương quốc. Ông cũng gửi vương tử là Kim Hiến Chương (Kim Heon-jang) đến nhà Đường với vàng bạc và các bức họa Phật giáo vàng để cầu chúc cho nền thái bình vĩnh cửu của hoàng đế Đường Hiến Tông.
Năm 818 vua Đường Hiến Tông gửi thư yêu cầu vua Hiến Đức vương phái quân sang giúp nhà Đường dẹp Lý Sư Đạo. Liên quân Đường-Tân La cùng tấn công quân đội của Lý Sư Đạo. Cuối năm 818, vua Bột Hải Tuyên Vương của vương quốc Bột Hải phái quân Bột Hải đi tấn công Tân La (đời vua Hiến Đức Vương). Nước Tân La đẩy lui được quân Bột Hải.
Sang năm 819 Liên quân Đường-Tân La mới bình định xong Lý Sư Đạo. Cùng năm 819 Bột Hải Tuyên Vương của vương quốc Bột Hải lại phái quân Bột Hải đánh phá biên giới phía bắc nước Tân La (đời vua Hiến Đức Vương).
Năm 820, một phần của Tân La (đời vua Hiến Đức Vương) ở biên giới phía nam vương quốc Bột Hải (đời vua Bột Hải Tuyên Vương) bị quân đội Bột Hải chiếm đóng. Bột Hải Tuyên Vương cho sáp nhập phần đất vừa chiếm được từ Tân La này vào Nam Hải phủ của vương quốc Bột Hải.
Khi đó hải tặc Lý Đạo Hình cùng Yeom Mun tiến hành cướp bóc những tàu bè qua lại trên biển giữa Tân La (đời vua Hiến Đức Vương) và nhà Đường (đời vua Đường Mục Tông, Đường Kính Tông). Điều này khiến các thương buôn của Tân La và nhà Đường điều hoảng sợ và không dám đi biển nữa. Quan quân Võ Trân Châu (Muju) của Tân La điều bị bọn hải tặc đánh tan. Lý Đạo Hình mở rộng địa bàn trên vùng biển Tây Nam của Tân La (biển Hoàng Hải). Hàng hóa cướp được thì Lý Đạo Hình tiến hành buôn bán với tộc Khiết Đan (đời Chiêu Cổ Khả hãn), bộ tộc Khố Mạc Hề (Kumo Xi). Ngoài ra thủ lĩnh hải tặc Lý Đạo Hình còn buôn bán với Tây Kinh thuộc Áp Lục phủ của vương quốc Bột Hải (đời vua Bột Hải Tuyên Vương).
Thời kỳ trị vì của Hiến Đức Vương chứng kiến cuộc nổi dậy của Kim Hiến Xương (Kim Heon-chang) năm 822, và con trai của Kim Hiến Xương là Kim Đình năm sau đó (năm 823). Cả hai đều bị dập tắt.
Cùng năm 823, ở Dương Châu nhà Đường (đời vua Đường Mục Tông), thương nhân Tân La là Trương Bảo Cao đã trở nên tức giận trước sự đối xử của bọn hải tặc với những người đồng hương Tân La của mình, những người ở vùng đất không ổn định của nhà Đường quá cố thường trở thành nạn nhân của hải tặc ven biển hoặc kẻ cướp nội địa. Trên thực tế, các đối tượng người Tân La sống ở nhà Đường đã trở thành mục tiêu ưa thích của những tên cướp, những kẻ đã bán tù nhân của họ làm nô lệ. Vua Đường Mục Tông đã đi xa tới mức ban hành sắc lệnh ngăn chặn buôn bán nô lệ Tân La và ra lệnh trả lại tất cả những người Tân La bị bắt cóc về nước Tân La.
Năm 824, Tân La gặp rắc rối với mối đe dọa từ vương quốc Bột Hải (đời vua Bột Hải Tuyên Vương) phương bắc, nhà vua lệnh cho xây bức trường thành dài 300-lý- gần sông Đại Đồng, và về sau trở thành biên giới phía bắc của đất nước.
Được Jami phu nhân giúp đỡ, thủ lĩnh hải tặc Lý Đạo Hình ở bờ biển tây nam Tân La tiến hành buôn bán vũ khí, ngựa, lương thực với Thượng Kinh (nay là Ninh An, Mẫu Đơn Giang, Hắc Long Giang) thuộc Long Tuyền phủ của vương quốc Bột Hải (đời vua Bột Hải Tuyên Vương).
Năm 825 thương nhân Tân La là Trương Bảo Cao (Jang Bogo) từ Dương Châu nhà Đường về Thanh Hải (Cheonghae) thuộc Tân La để đánh dẹp hải tặc Lý Đạo Hình đang hoành hành bờ biển Tây Nam giúp triều đình Tân La nhưng bị quan quân Võ Trân Châu (Muju) ngăn lại.
Năm 826 Hiến Đức Vương mất, đệ là Kim Cảnh Huy (金景徽, 김경휘) lên kế vị ngôi vua Tân La, tức là vua Tân La Hưng Đức Vương.